# Флека — Бухвальда тема
Те́ма Фле́ка — Бухвальда — тема в шаховій композиції ортодоксального жанру. Суть теми — вираження теми Флека-1 з тематичними батарейними матами у варіантах.

## Історія

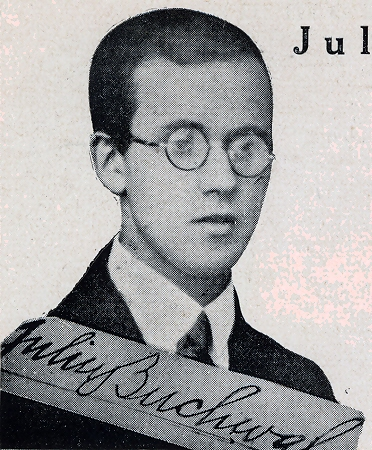
Юліус Бухвальд

Тему Флека-1 виразив американський шаховий композитор Юліус Бухвальд (02.04.1909—09.08.1970) в задачі, де тематичні мати чорному королю оголошуються батарейними шахами. Він знайшов інший підхід до вираження ідеї Ференца Флека і вніс новизну у її вираження, тому таке вираження ідеї дістало назву — тема Флека — Бухвальда.

## Таскова форма
В наступній задачі вдалося виразити тему Флека — Бухвальда в 10-ти варіантах — а це вже таскова форма вираження теми. 
|   | a | b | c | d | e | f | g | h |   |
| 8 | a8 білий слон · g6 чорний пішак · h6 чорна тура · h4 білий пішак · f3 біла тура · g3 білий король · a2 білий пішак · f2 білий слон · g2 білий кінь · a1 чорна тура · h1 чорний король | a8 білий слон · g6 чорний пішак · h6 чорна тура · h4 білий пішак · f3 біла тура · g3 білий король · a2 білий пішак · f2 білий слон · g2 білий кінь · a1 чорна тура · h1 чорний король | a8 білий слон · g6 чорний пішак · h6 чорна тура · h4 білий пішак · f3 біла тура · g3 білий король · a2 білий пішак · f2 білий слон · g2 білий кінь · a1 чорна тура · h1 чорний король | a8 білий слон · g6 чорний пішак · h6 чорна тура · h4 білий пішак · f3 біла тура · g3 білий король · a2 білий пішак · f2 білий слон · g2 білий кінь · a1 чорна тура · h1 чорний король | a8 білий слон · g6 чорний пішак · h6 чорна тура · h4 білий пішак · f3 біла тура · g3 білий король · a2 білий пішак · f2 білий слон · g2 білий кінь · a1 чорна тура · h1 чорний король | a8 білий слон · g6 чорний пішак · h6 чорна тура · h4 білий пішак · f3 біла тура · g3 білий король · a2 білий пішак · f2 білий слон · g2 білий кінь · a1 чорна тура · h1 чорний король | a8 білий слон · g6 чорний пішак · h6 чорна тура · h4 білий пішак · f3 біла тура · g3 білий король · a2 білий пішак · f2 білий слон · g2 білий кінь · a1 чорна тура · h1 чорний король | a8 білий слон · g6 чорний пішак · h6 чорна тура · h4 білий пішак · f3 біла тура · g3 білий король · a2 білий пішак · f2 білий слон · g2 білий кінь · a1 чорна тура · h1 чорний король | 8 |
| 7 | a8 білий слон · g6 чорний пішак · h6 чорна тура · h4 білий пішак · f3 біла тура · g3 білий король · a2 білий пішак · f2 білий слон · g2 білий кінь · a1 чорна тура · h1 чорний король | a8 білий слон · g6 чорний пішак · h6 чорна тура · h4 білий пішак · f3 біла тура · g3 білий король · a2 білий пішак · f2 білий слон · g2 білий кінь · a1 чорна тура · h1 чорний король | a8 білий слон · g6 чорний пішак · h6 чорна тура · h4 білий пішак · f3 біла тура · g3 білий король · a2 білий пішак · f2 білий слон · g2 білий кінь · a1 чорна тура · h1 чорний король | a8 білий слон · g6 чорний пішак · h6 чорна тура · h4 білий пішак · f3 біла тура · g3 білий король · a2 білий пішак · f2 білий слон · g2 білий кінь · a1 чорна тура · h1 чорний король | a8 білий слон · g6 чорний пішак · h6 чорна тура · h4 білий пішак · f3 біла тура · g3 білий король · a2 білий пішак · f2 білий слон · g2 білий кінь · a1 чорна тура · h1 чорний король | a8 білий слон · g6 чорний пішак · h6 чорна тура · h4 білий пішак · f3 біла тура · g3 білий король · a2 білий пішак · f2 білий слон · g2 білий кінь · a1 чорна тура · h1 чорний король | a8 білий слон · g6 чорний пішак · h6 чорна тура · h4 білий пішак · f3 біла тура · g3 білий король · a2 білий пішак · f2 білий слон · g2 білий кінь · a1 чорна тура · h1 чорний король | a8 білий слон · g6 чорний пішак · h6 чорна тура · h4 білий пішак · f3 біла тура · g3 білий король · a2 білий пішак · f2 білий слон · g2 білий кінь · a1 чорна тура · h1 чорний король | 7 |
| 6 | a8 білий слон · g6 чорний пішак · h6 чорна тура · h4 білий пішак · f3 біла тура · g3 білий король · a2 білий пішак · f2 білий слон · g2 білий кінь · a1 чорна тура · h1 чорний король | a8 білий слон · g6 чорний пішак · h6 чорна тура · h4 білий пішак · f3 біла тура · g3 білий король · a2 білий пішак · f2 білий слон · g2 білий кінь · a1 чорна тура · h1 чорний король | a8 білий слон · g6 чорний пішак · h6 чорна тура · h4 білий пішак · f3 біла тура · g3 білий король · a2 білий пішак · f2 білий слон · g2 білий кінь · a1 чорна тура · h1 чорний король | a8 білий слон · g6 чорний пішак · h6 чорна тура · h4 білий пішак · f3 біла тура · g3 білий король · a2 білий пішак · f2 білий слон · g2 білий кінь · a1 чорна тура · h1 чорний король | a8 білий слон · g6 чорний пішак · h6 чорна тура · h4 білий пішак · f3 біла тура · g3 білий король · a2 білий пішак · f2 білий слон · g2 білий кінь · a1 чорна тура · h1 чорний король | a8 білий слон · g6 чорний пішак · h6 чорна тура · h4 білий пішак · f3 біла тура · g3 білий король · a2 білий пішак · f2 білий слон · g2 білий кінь · a1 чорна тура · h1 чорний король | a8 білий слон · g6 чорний пішак · h6 чорна тура · h4 білий пішак · f3 біла тура · g3 білий король · a2 білий пішак · f2 білий слон · g2 білий кінь · a1 чорна тура · h1 чорний король | a8 білий слон · g6 чорний пішак · h6 чорна тура · h4 білий пішак · f3 біла тура · g3 білий король · a2 білий пішак · f2 білий слон · g2 білий кінь · a1 чорна тура · h1 чорний король | 6 |
| 5 | a8 білий слон · g6 чорний пішак · h6 чорна тура · h4 білий пішак · f3 біла тура · g3 білий король · a2 білий пішак · f2 білий слон · g2 білий кінь · a1 чорна тура · h1 чорний король | a8 білий слон · g6 чорний пішак · h6 чорна тура · h4 білий пішак · f3 біла тура · g3 білий король · a2 білий пішак · f2 білий слон · g2 білий кінь · a1 чорна тура · h1 чорний король | a8 білий слон · g6 чорний пішак · h6 чорна тура · h4 білий пішак · f3 біла тура · g3 білий король · a2 білий пішак · f2 білий слон · g2 білий кінь · a1 чорна тура · h1 чорний король | a8 білий слон · g6 чорний пішак · h6 чорна тура · h4 білий пішак · f3 біла тура · g3 білий король · a2 білий пішак · f2 білий слон · g2 білий кінь · a1 чорна тура · h1 чорний король | a8 білий слон · g6 чорний пішак · h6 чорна тура · h4 білий пішак · f3 біла тура · g3 білий король · a2 білий пішак · f2 білий слон · g2 білий кінь · a1 чорна тура · h1 чорний король | a8 білий слон · g6 чорний пішак · h6 чорна тура · h4 білий пішак · f3 біла тура · g3 білий король · a2 білий пішак · f2 білий слон · g2 білий кінь · a1 чорна тура · h1 чорний король | a8 білий слон · g6 чорний пішак · h6 чорна тура · h4 білий пішак · f3 біла тура · g3 білий король · a2 білий пішак · f2 білий слон · g2 білий кінь · a1 чорна тура · h1 чорний король | a8 білий слон · g6 чорний пішак · h6 чорна тура · h4 білий пішак · f3 біла тура · g3 білий король · a2 білий пішак · f2 білий слон · g2 білий кінь · a1 чорна тура · h1 чорний король | 5 |
| 4 | a8 білий слон · g6 чорний пішак · h6 чорна тура · h4 білий пішак · f3 біла тура · g3 білий король · a2 білий пішак · f2 білий слон · g2 білий кінь · a1 чорна тура · h1 чорний король | a8 білий слон · g6 чорний пішак · h6 чорна тура · h4 білий пішак · f3 біла тура · g3 білий король · a2 білий пішак · f2 білий слон · g2 білий кінь · a1 чорна тура · h1 чорний король | a8 білий слон · g6 чорний пішак · h6 чорна тура · h4 білий пішак · f3 біла тура · g3 білий король · a2 білий пішак · f2 білий слон · g2 білий кінь · a1 чорна тура · h1 чорний король | a8 білий слон · g6 чорний пішак · h6 чорна тура · h4 білий пішак · f3 біла тура · g3 білий король · a2 білий пішак · f2 білий слон · g2 білий кінь · a1 чорна тура · h1 чорний король | a8 білий слон · g6 чорний пішак · h6 чорна тура · h4 білий пішак · f3 біла тура · g3 білий король · a2 білий пішак · f2 білий слон · g2 білий кінь · a1 чорна тура · h1 чорний король | a8 білий слон · g6 чорний пішак · h6 чорна тура · h4 білий пішак · f3 біла тура · g3 білий король · a2 білий пішак · f2 білий слон · g2 білий кінь · a1 чорна тура · h1 чорний король | a8 білий слон · g6 чорний пішак · h6 чорна тура · h4 білий пішак · f3 біла тура · g3 білий король · a2 білий пішак · f2 білий слон · g2 білий кінь · a1 чорна тура · h1 чорний король | a8 білий слон · g6 чорний пішак · h6 чорна тура · h4 білий пішак · f3 біла тура · g3 білий король · a2 білий пішак · f2 білий слон · g2 білий кінь · a1 чорна тура · h1 чорний король | 4 |
| 3 | a8 білий слон · g6 чорний пішак · h6 чорна тура · h4 білий пішак · f3 біла тура · g3 білий король · a2 білий пішак · f2 білий слон · g2 білий кінь · a1 чорна тура · h1 чорний король | a8 білий слон · g6 чорний пішак · h6 чорна тура · h4 білий пішак · f3 біла тура · g3 білий король · a2 білий пішак · f2 білий слон · g2 білий кінь · a1 чорна тура · h1 чорний король | a8 білий слон · g6 чорний пішак · h6 чорна тура · h4 білий пішак · f3 біла тура · g3 білий король · a2 білий пішак · f2 білий слон · g2 білий кінь · a1 чорна тура · h1 чорний король | a8 білий слон · g6 чорний пішак · h6 чорна тура · h4 білий пішак · f3 біла тура · g3 білий король · a2 білий пішак · f2 білий слон · g2 білий кінь · a1 чорна тура · h1 чорний король | a8 білий слон · g6 чорний пішак · h6 чорна тура · h4 білий пішак · f3 біла тура · g3 білий король · a2 білий пішак · f2 білий слон · g2 білий кінь · a1 чорна тура · h1 чорний король | a8 білий слон · g6 чорний пішак · h6 чорна тура · h4 білий пішак · f3 біла тура · g3 білий король · a2 білий пішак · f2 білий слон · g2 білий кінь · a1 чорна тура · h1 чорний король | a8 білий слон · g6 чорний пішак · h6 чорна тура · h4 білий пішак · f3 біла тура · g3 білий король · a2 білий пішак · f2 білий слон · g2 білий кінь · a1 чорна тура · h1 чорний король | a8 білий слон · g6 чорний пішак · h6 чорна тура · h4 білий пішак · f3 біла тура · g3 білий король · a2 білий пішак · f2 білий слон · g2 білий кінь · a1 чорна тура · h1 чорний король | 3 |
| 2 | a8 білий слон · g6 чорний пішак · h6 чорна тура · h4 білий пішак · f3 біла тура · g3 білий король · a2 білий пішак · f2 білий слон · g2 білий кінь · a1 чорна тура · h1 чорний король | a8 білий слон · g6 чорний пішак · h6 чорна тура · h4 білий пішак · f3 біла тура · g3 білий король · a2 білий пішак · f2 білий слон · g2 білий кінь · a1 чорна тура · h1 чорний король | a8 білий слон · g6 чорний пішак · h6 чорна тура · h4 білий пішак · f3 біла тура · g3 білий король · a2 білий пішак · f2 білий слон · g2 білий кінь · a1 чорна тура · h1 чорний король | a8 білий слон · g6 чорний пішак · h6 чорна тура · h4 білий пішак · f3 біла тура · g3 білий король · a2 білий пішак · f2 білий слон · g2 білий кінь · a1 чорна тура · h1 чорний король | a8 білий слон · g6 чорний пішак · h6 чорна тура · h4 білий пішак · f3 біла тура · g3 білий король · a2 білий пішак · f2 білий слон · g2 білий кінь · a1 чорна тура · h1 чорний король | a8 білий слон · g6 чорний пішак · h6 чорна тура · h4 білий пішак · f3 біла тура · g3 білий король · a2 білий пішак · f2 білий слон · g2 білий кінь · a1 чорна тура · h1 чорний король | a8 білий слон · g6 чорний пішак · h6 чорна тура · h4 білий пішак · f3 біла тура · g3 білий король · a2 білий пішак · f2 білий слон · g2 білий кінь · a1 чорна тура · h1 чорний король | a8 білий слон · g6 чорний пішак · h6 чорна тура · h4 білий пішак · f3 біла тура · g3 білий король · a2 білий пішак · f2 білий слон · g2 білий кінь · a1 чорна тура · h1 чорний король | 2 |
| 1 | a8 білий слон · g6 чорний пішак · h6 чорна тура · h4 білий пішак · f3 біла тура · g3 білий король · a2 білий пішак · f2 білий слон · g2 білий кінь · a1 чорна тура · h1 чорний король | a8 білий слон · g6 чорний пішак · h6 чорна тура · h4 білий пішак · f3 біла тура · g3 білий король · a2 білий пішак · f2 білий слон · g2 білий кінь · a1 чорна тура · h1 чорний король | a8 білий слон · g6 чорний пішак · h6 чорна тура · h4 білий пішак · f3 біла тура · g3 білий король · a2 білий пішак · f2 білий слон · g2 білий кінь · a1 чорна тура · h1 чорний король | a8 білий слон · g6 чорний пішак · h6 чорна тура · h4 білий пішак · f3 біла тура · g3 білий король · a2 білий пішак · f2 білий слон · g2 білий кінь · a1 чорна тура · h1 чорний король | a8 білий слон · g6 чорний пішак · h6 чорна тура · h4 білий пішак · f3 біла тура · g3 білий король · a2 білий пішак · f2 білий слон · g2 білий кінь · a1 чорна тура · h1 чорний король | a8 білий слон · g6 чорний пішак · h6 чорна тура · h4 білий пішак · f3 біла тура · g3 білий король · a2 білий пішак · f2 білий слон · g2 білий кінь · a1 чорна тура · h1 чорний король | a8 білий слон · g6 чорний пішак · h6 чорна тура · h4 білий пішак · f3 біла тура · g3 білий король · a2 білий пішак · f2 білий слон · g2 білий кінь · a1 чорна тура · h1 чорний король | a8 білий слон · g6 чорний пішак · h6 чорна тура · h4 білий пішак · f3 біла тура · g3 білий король · a2 білий пішак · f2 білий слон · g2 білий кінь · a1 чорна тура · h1 чорний король | 1 |
|   | a | b | c | d | e | f | g | h |   |

1. Se1! ~ 2. Ta3, Tb3, Tc3, Td3, Te3, Tf4, Tf5, Tf6, Tf7, Tf8 #
1. ... T:a2 2. Ta3 #
1. ... Tb1 2. Tc3 #
1. ... Tc1 2. Tc3 #
1. ... Td1 2. Td3 #
1. ... T:e1 2. Te3 #
1. ... T:h4 2. Tf4 #
1. ... Th5 2. Tf5 #
1. ... g5   2. Tf6 #
1. ... Th7 2. Tf7 #
1. ... Th8 2. Tf8 #

Кожен захист чорних парирує 9! загроз, крім одної — в результаті оголошується мат батарейним шахом.

## Тема в кооперативному жанрі
Як виявилося, є можливість тему Флека — Бухвальда виразити і в задачі на кооперативний мат.
|   | a | b | c | d | e | f | g | h |   |
| 8 | d8 біла тура · g8 чорний кінь · h8 чорний ферзь · d6 білий кінь · f6 чорний пішак · g3 чорний пішак · a1 чорна тура · b1 білий слон · c1 чорна тура · e1 чорний король · g1 білий король | d8 біла тура · g8 чорний кінь · h8 чорний ферзь · d6 білий кінь · f6 чорний пішак · g3 чорний пішак · a1 чорна тура · b1 білий слон · c1 чорна тура · e1 чорний король · g1 білий король | d8 біла тура · g8 чорний кінь · h8 чорний ферзь · d6 білий кінь · f6 чорний пішак · g3 чорний пішак · a1 чорна тура · b1 білий слон · c1 чорна тура · e1 чорний король · g1 білий король | d8 біла тура · g8 чорний кінь · h8 чорний ферзь · d6 білий кінь · f6 чорний пішак · g3 чорний пішак · a1 чорна тура · b1 білий слон · c1 чорна тура · e1 чорний король · g1 білий король | d8 біла тура · g8 чорний кінь · h8 чорний ферзь · d6 білий кінь · f6 чорний пішак · g3 чорний пішак · a1 чорна тура · b1 білий слон · c1 чорна тура · e1 чорний король · g1 білий король | d8 біла тура · g8 чорний кінь · h8 чорний ферзь · d6 білий кінь · f6 чорний пішак · g3 чорний пішак · a1 чорна тура · b1 білий слон · c1 чорна тура · e1 чорний король · g1 білий король | d8 біла тура · g8 чорний кінь · h8 чорний ферзь · d6 білий кінь · f6 чорний пішак · g3 чорний пішак · a1 чорна тура · b1 білий слон · c1 чорна тура · e1 чорний король · g1 білий король | d8 біла тура · g8 чорний кінь · h8 чорний ферзь · d6 білий кінь · f6 чорний пішак · g3 чорний пішак · a1 чорна тура · b1 білий слон · c1 чорна тура · e1 чорний король · g1 білий король | 8 |
| 7 | d8 біла тура · g8 чорний кінь · h8 чорний ферзь · d6 білий кінь · f6 чорний пішак · g3 чорний пішак · a1 чорна тура · b1 білий слон · c1 чорна тура · e1 чорний король · g1 білий король | d8 біла тура · g8 чорний кінь · h8 чорний ферзь · d6 білий кінь · f6 чорний пішак · g3 чорний пішак · a1 чорна тура · b1 білий слон · c1 чорна тура · e1 чорний король · g1 білий король | d8 біла тура · g8 чорний кінь · h8 чорний ферзь · d6 білий кінь · f6 чорний пішак · g3 чорний пішак · a1 чорна тура · b1 білий слон · c1 чорна тура · e1 чорний король · g1 білий король | d8 біла тура · g8 чорний кінь · h8 чорний ферзь · d6 білий кінь · f6 чорний пішак · g3 чорний пішак · a1 чорна тура · b1 білий слон · c1 чорна тура · e1 чорний король · g1 білий король | d8 біла тура · g8 чорний кінь · h8 чорний ферзь · d6 білий кінь · f6 чорний пішак · g3 чорний пішак · a1 чорна тура · b1 білий слон · c1 чорна тура · e1 чорний король · g1 білий король | d8 біла тура · g8 чорний кінь · h8 чорний ферзь · d6 білий кінь · f6 чорний пішак · g3 чорний пішак · a1 чорна тура · b1 білий слон · c1 чорна тура · e1 чорний король · g1 білий король | d8 біла тура · g8 чорний кінь · h8 чорний ферзь · d6 білий кінь · f6 чорний пішак · g3 чорний пішак · a1 чорна тура · b1 білий слон · c1 чорна тура · e1 чорний король · g1 білий король | d8 біла тура · g8 чорний кінь · h8 чорний ферзь · d6 білий кінь · f6 чорний пішак · g3 чорний пішак · a1 чорна тура · b1 білий слон · c1 чорна тура · e1 чорний король · g1 білий король | 7 |
| 6 | d8 біла тура · g8 чорний кінь · h8 чорний ферзь · d6 білий кінь · f6 чорний пішак · g3 чорний пішак · a1 чорна тура · b1 білий слон · c1 чорна тура · e1 чорний король · g1 білий король | d8 біла тура · g8 чорний кінь · h8 чорний ферзь · d6 білий кінь · f6 чорний пішак · g3 чорний пішак · a1 чорна тура · b1 білий слон · c1 чорна тура · e1 чорний король · g1 білий король | d8 біла тура · g8 чорний кінь · h8 чорний ферзь · d6 білий кінь · f6 чорний пішак · g3 чорний пішак · a1 чорна тура · b1 білий слон · c1 чорна тура · e1 чорний король · g1 білий король | d8 біла тура · g8 чорний кінь · h8 чорний ферзь · d6 білий кінь · f6 чорний пішак · g3 чорний пішак · a1 чорна тура · b1 білий слон · c1 чорна тура · e1 чорний король · g1 білий король | d8 біла тура · g8 чорний кінь · h8 чорний ферзь · d6 білий кінь · f6 чорний пішак · g3 чорний пішак · a1 чорна тура · b1 білий слон · c1 чорна тура · e1 чорний король · g1 білий король | d8 біла тура · g8 чорний кінь · h8 чорний ферзь · d6 білий кінь · f6 чорний пішак · g3 чорний пішак · a1 чорна тура · b1 білий слон · c1 чорна тура · e1 чорний король · g1 білий король | d8 біла тура · g8 чорний кінь · h8 чорний ферзь · d6 білий кінь · f6 чорний пішак · g3 чорний пішак · a1 чорна тура · b1 білий слон · c1 чорна тура · e1 чорний король · g1 білий король | d8 біла тура · g8 чорний кінь · h8 чорний ферзь · d6 білий кінь · f6 чорний пішак · g3 чорний пішак · a1 чорна тура · b1 білий слон · c1 чорна тура · e1 чорний король · g1 білий король | 6 |
| 5 | d8 біла тура · g8 чорний кінь · h8 чорний ферзь · d6 білий кінь · f6 чорний пішак · g3 чорний пішак · a1 чорна тура · b1 білий слон · c1 чорна тура · e1 чорний король · g1 білий король | d8 біла тура · g8 чорний кінь · h8 чорний ферзь · d6 білий кінь · f6 чорний пішак · g3 чорний пішак · a1 чорна тура · b1 білий слон · c1 чорна тура · e1 чорний король · g1 білий король | d8 біла тура · g8 чорний кінь · h8 чорний ферзь · d6 білий кінь · f6 чорний пішак · g3 чорний пішак · a1 чорна тура · b1 білий слон · c1 чорна тура · e1 чорний король · g1 білий король | d8 біла тура · g8 чорний кінь · h8 чорний ферзь · d6 білий кінь · f6 чорний пішак · g3 чорний пішак · a1 чорна тура · b1 білий слон · c1 чорна тура · e1 чорний король · g1 білий король | d8 біла тура · g8 чорний кінь · h8 чорний ферзь · d6 білий кінь · f6 чорний пішак · g3 чорний пішак · a1 чорна тура · b1 білий слон · c1 чорна тура · e1 чорний король · g1 білий король | d8 біла тура · g8 чорний кінь · h8 чорний ферзь · d6 білий кінь · f6 чорний пішак · g3 чорний пішак · a1 чорна тура · b1 білий слон · c1 чорна тура · e1 чорний король · g1 білий король | d8 біла тура · g8 чорний кінь · h8 чорний ферзь · d6 білий кінь · f6 чорний пішак · g3 чорний пішак · a1 чорна тура · b1 білий слон · c1 чорна тура · e1 чорний король · g1 білий король | d8 біла тура · g8 чорний кінь · h8 чорний ферзь · d6 білий кінь · f6 чорний пішак · g3 чорний пішак · a1 чорна тура · b1 білий слон · c1 чорна тура · e1 чорний король · g1 білий король | 5 |
| 4 | d8 біла тура · g8 чорний кінь · h8 чорний ферзь · d6 білий кінь · f6 чорний пішак · g3 чорний пішак · a1 чорна тура · b1 білий слон · c1 чорна тура · e1 чорний король · g1 білий король | d8 біла тура · g8 чорний кінь · h8 чорний ферзь · d6 білий кінь · f6 чорний пішак · g3 чорний пішак · a1 чорна тура · b1 білий слон · c1 чорна тура · e1 чорний король · g1 білий король | d8 біла тура · g8 чорний кінь · h8 чорний ферзь · d6 білий кінь · f6 чорний пішак · g3 чорний пішак · a1 чорна тура · b1 білий слон · c1 чорна тура · e1 чорний король · g1 білий король | d8 біла тура · g8 чорний кінь · h8 чорний ферзь · d6 білий кінь · f6 чорний пішак · g3 чорний пішак · a1 чорна тура · b1 білий слон · c1 чорна тура · e1 чорний король · g1 білий король | d8 біла тура · g8 чорний кінь · h8 чорний ферзь · d6 білий кінь · f6 чорний пішак · g3 чорний пішак · a1 чорна тура · b1 білий слон · c1 чорна тура · e1 чорний король · g1 білий король | d8 біла тура · g8 чорний кінь · h8 чорний ферзь · d6 білий кінь · f6 чорний пішак · g3 чорний пішак · a1 чорна тура · b1 білий слон · c1 чорна тура · e1 чорний король · g1 білий король | d8 біла тура · g8 чорний кінь · h8 чорний ферзь · d6 білий кінь · f6 чорний пішак · g3 чорний пішак · a1 чорна тура · b1 білий слон · c1 чорна тура · e1 чорний король · g1 білий король | d8 біла тура · g8 чорний кінь · h8 чорний ферзь · d6 білий кінь · f6 чорний пішак · g3 чорний пішак · a1 чорна тура · b1 білий слон · c1 чорна тура · e1 чорний король · g1 білий король | 4 |
| 3 | d8 біла тура · g8 чорний кінь · h8 чорний ферзь · d6 білий кінь · f6 чорний пішак · g3 чорний пішак · a1 чорна тура · b1 білий слон · c1 чорна тура · e1 чорний король · g1 білий король | d8 біла тура · g8 чорний кінь · h8 чорний ферзь · d6 білий кінь · f6 чорний пішак · g3 чорний пішак · a1 чорна тура · b1 білий слон · c1 чорна тура · e1 чорний король · g1 білий король | d8 біла тура · g8 чорний кінь · h8 чорний ферзь · d6 білий кінь · f6 чорний пішак · g3 чорний пішак · a1 чорна тура · b1 білий слон · c1 чорна тура · e1 чорний король · g1 білий король | d8 біла тура · g8 чорний кінь · h8 чорний ферзь · d6 білий кінь · f6 чорний пішак · g3 чорний пішак · a1 чорна тура · b1 білий слон · c1 чорна тура · e1 чорний король · g1 білий король | d8 біла тура · g8 чорний кінь · h8 чорний ферзь · d6 білий кінь · f6 чорний пішак · g3 чорний пішак · a1 чорна тура · b1 білий слон · c1 чорна тура · e1 чорний король · g1 білий король | d8 біла тура · g8 чорний кінь · h8 чорний ферзь · d6 білий кінь · f6 чорний пішак · g3 чорний пішак · a1 чорна тура · b1 білий слон · c1 чорна тура · e1 чорний король · g1 білий король | d8 біла тура · g8 чорний кінь · h8 чорний ферзь · d6 білий кінь · f6 чорний пішак · g3 чорний пішак · a1 чорна тура · b1 білий слон · c1 чорна тура · e1 чорний король · g1 білий король | d8 біла тура · g8 чорний кінь · h8 чорний ферзь · d6 білий кінь · f6 чорний пішак · g3 чорний пішак · a1 чорна тура · b1 білий слон · c1 чорна тура · e1 чорний король · g1 білий король | 3 |
| 2 | d8 біла тура · g8 чорний кінь · h8 чорний ферзь · d6 білий кінь · f6 чорний пішак · g3 чорний пішак · a1 чорна тура · b1 білий слон · c1 чорна тура · e1 чорний король · g1 білий король | d8 біла тура · g8 чорний кінь · h8 чорний ферзь · d6 білий кінь · f6 чорний пішак · g3 чорний пішак · a1 чорна тура · b1 білий слон · c1 чорна тура · e1 чорний король · g1 білий король | d8 біла тура · g8 чорний кінь · h8 чорний ферзь · d6 білий кінь · f6 чорний пішак · g3 чорний пішак · a1 чорна тура · b1 білий слон · c1 чорна тура · e1 чорний король · g1 білий король | d8 біла тура · g8 чорний кінь · h8 чорний ферзь · d6 білий кінь · f6 чорний пішак · g3 чорний пішак · a1 чорна тура · b1 білий слон · c1 чорна тура · e1 чорний король · g1 білий король | d8 біла тура · g8 чорний кінь · h8 чорний ферзь · d6 білий кінь · f6 чорний пішак · g3 чорний пішак · a1 чорна тура · b1 білий слон · c1 чорна тура · e1 чорний король · g1 білий король | d8 біла тура · g8 чорний кінь · h8 чорний ферзь · d6 білий кінь · f6 чорний пішак · g3 чорний пішак · a1 чорна тура · b1 білий слон · c1 чорна тура · e1 чорний король · g1 білий король | d8 біла тура · g8 чорний кінь · h8 чорний ферзь · d6 білий кінь · f6 чорний пішак · g3 чорний пішак · a1 чорна тура · b1 білий слон · c1 чорна тура · e1 чорний король · g1 білий король | d8 біла тура · g8 чорний кінь · h8 чорний ферзь · d6 білий кінь · f6 чорний пішак · g3 чорний пішак · a1 чорна тура · b1 білий слон · c1 чорна тура · e1 чорний король · g1 білий король | 2 |
| 1 | d8 біла тура · g8 чорний кінь · h8 чорний ферзь · d6 білий кінь · f6 чорний пішак · g3 чорний пішак · a1 чорна тура · b1 білий слон · c1 чорна тура · e1 чорний король · g1 білий король | d8 біла тура · g8 чорний кінь · h8 чорний ферзь · d6 білий кінь · f6 чорний пішак · g3 чорний пішак · a1 чорна тура · b1 білий слон · c1 чорна тура · e1 чорний король · g1 білий король | d8 біла тура · g8 чорний кінь · h8 чорний ферзь · d6 білий кінь · f6 чорний пішак · g3 чорний пішак · a1 чорна тура · b1 білий слон · c1 чорна тура · e1 чорний король · g1 білий король | d8 біла тура · g8 чорний кінь · h8 чорний ферзь · d6 білий кінь · f6 чорний пішак · g3 чорний пішак · a1 чорна тура · b1 білий слон · c1 чорна тура · e1 чорний король · g1 білий король | d8 біла тура · g8 чорний кінь · h8 чорний ферзь · d6 білий кінь · f6 чорний пішак · g3 чорний пішак · a1 чорна тура · b1 білий слон · c1 чорна тура · e1 чорний король · g1 білий король | d8 біла тура · g8 чорний кінь · h8 чорний ферзь · d6 білий кінь · f6 чорний пішак · g3 чорний пішак · a1 чорна тура · b1 білий слон · c1 чорна тура · e1 чорний король · g1 білий король | d8 біла тура · g8 чорний кінь · h8 чорний ферзь · d6 білий кінь · f6 чорний пішак · g3 чорний пішак · a1 чорна тура · b1 білий слон · c1 чорна тура · e1 чорний король · g1 білий король | d8 біла тура · g8 чорний кінь · h8 чорний ферзь · d6 білий кінь · f6 чорний пішак · g3 чорний пішак · a1 чорна тура · b1 білий слон · c1 чорна тура · e1 чорний король · g1 білий король | 1 |
|   | a | b | c | d | e | f | g | h |   |

1.1.8.1

1. Kd1 Kf1 2. ~ Sc4,Sb5,Sb7,Sc8,Se8,Sf7,Sf5,Se4 #

       2. Ta4 Sc4 #
       2. Ta5 Sb5 #
       2. Ta7 Sb7 #
       2. Ta8 Sc8 #
       2. Sh6 Se8 #
       2. Dg7 Sf7 #
       2. Dh5 Sf5 #
       2. Dh4 Se4 #

Матуючі ходи білого коня утворюють кінне колесо.
Ця задача на кооперативний мат виражена в формі Бартелемі. 